# ファン・スペイク級フリゲート
ファン・スペイク級フリゲート（ファン・スペイクきゅうフリゲート、オランダ語: Van Speijk klasse fregatten）は、オランダ海軍のフリゲートの艦級。リアンダー級フリゲートのオランダ版として、1960年代に6隻が建造された。退役後はインドネシア海軍に売却され、アフマド・ヤニ級フリゲート（インドネシア語: Fregat kelas Ahmad Yani）として再就役している。

## 来歴
1950年、第二次世界大戦で甚大な損害を被ったオランダ海軍は大規模な再編成に着手し、その一環として、相互防衛援助計画 (MDAP) の財源を用いてアメリカ海軍のキャノン級護衛駆逐艦6隻を購入した。これは再建期のオランダ海軍にとって貴重な護衛艦として活躍したが、1960年代に入ると、陳腐化・老朽化にともなって更新が必要になっていた。これに応じて建造されたのが本級であり、まず1962年に4隻が、1964年には更に2隻が発注された。

## 設計
建造の遅滞を避けるため、基本設計は、できるかぎりイギリス海軍のリアンダー級フリゲートが踏襲された。ただしオランダ海軍の要求事項に基づいて、上部構造物には数々の改正が施されており、艦橋構造物はより幅広になっている。
主機もリアンダー級と同系列で、二段減速機を用いたヴェルクスプール-イングリッシュ・エレクトリック製ギアード・タービン（出力30,000馬力）を搭載した。ボイラーはバブコック・アンド・ウィルコックス（B&W）社製の水管ボイラーを2缶搭載しており、蒸気性状は圧力38.7 kgf/cm2 (550 lbf/in2)、温度450 °C (842 °F)であった。また電源の合計出力は1,900キロワットであった。
ただし、F802はボイラーや配管の問題から1985年に早期退役し、F804も似たような問題を抱えていた。このように蒸気タービンは維持が困難になっており、インドネシアに売却されたのち、2003年から2008年にかけて、全艦が主機をディーゼルエンジンに換装した。

## 装備

### 竣工時
設計と同様、装備面でもおおむねリアンダー級の構成が踏襲されているが、電子装備のみは国産化が図られた。長距離捜索用としてLW-03、対空・対水上捜索用としてDA-02、そして射撃指揮用としてM44（砲）およびM45（短SAM）が搭載された。一方、ソナーはリアンダー級と同構成で、探信儀として177型、海底捜索用として162型、対潜迫撃砲の目標捕捉用として170B型も搭載された。
武器システムもおおむねリアンダー級と同様だったが、シーキャット個艦防空ミサイル・システムは、リアンダー級では4連装発射機およびMRS-3射撃指揮装置は1セットずつだったのに対し、本級では射撃指揮装置をコンパクトなM45に変更したことで、2セットの搭載を実現した。
艦砲は、同時期のホラント級・フリースラント級で標準装備となっていた46口径120mm連装砲が検討されたものの、設計変更によるリスクを避けるため、リアンダー級と同じ45口径11.4cm連装砲（4.5インチ砲Mk.6）が採用された。また対潜兵器も同構成で、リンボー対潜迫撃砲1基とともに、ウェストランド ワスプAH-12A中距離魚雷投射ヘリコプター1機が搭載された。これにより本級は、オランダ海軍の護衛艦として初めてヘリコプターの運用能力を備えた艦艇となった。

### 改修後 (オランダ海軍)
1974年より、全面的な近代化改修計画の策定が開始された。これは当時計画が進められていたS級フリゲート（コルテノール級）と同程度まで装備の更新を図るもので、実際の改修工事は1977年から1983年にかけて実施された。
これにより、SEWACO-II戦術情報処理装置が搭載されたほか、DA-02はDA-05に更新された。ソナーはトロンプ級に準じた構成に変更され、CWE-610探信儀およびPDE-700可変深度ソナーが搭載されたほか、F814・815ではAN/SQR-18A戦術曳航ソナー（TACTASS）も搭載した。電子戦装備として、UA-13ないしFH-12電波探知装置とネブワース/コーバス8連装デコイ発射機2基が搭載されたが、F802・804・814ではUA-13電波探知装置を搭載しなかったほか、F814ではネブワース/コーバスのかわりにMk 36 SRBOCを搭載した。
艦砲はオート・メラーラ社製の62口径76mm単装速射砲（コンパット砲）に換装されたほか、リンボー対潜迫撃砲も撤去されて、324mm3連装短魚雷発射管（Mk.32）が搭載された。ハープーン艦対艦ミサイルの4連装発射筒2基も追加された。またリンボーの撤去とあわせて航空艤装も拡張され、ウェストランド リンクスSH-14の運用に対応した。

### 改修後 (インドネシア海軍)
インドネシア海軍に売却されたのち、戦術情報処理装置はSEWACO-Vにアップデートされた。また砲射撃指揮装置も353・354・356ではLIOD Mk.2に換装された。
シーキャットは老朽化に伴って運用を終了し、ミストラル近接防空ミサイルのSIMBAD連装発射機に換装された。ハープーン艦対艦ミサイルは維持されているが、既に保管期限を過ぎているという情報もある。このため、一部の艦では中国製のC-802に換装しているほか、「オズワルド・シアハーン」では超音速のP-800（SS-N-26）のVLS（4セル）を搭載した。
搭載機はMBB/ITPN NBO-105に変更された。TACTASSは撤去されたが、運用設備は残されている。また探信儀をPHS-32に更新したという情報もある。

## 兵装・電装要目
|                                   | 建造時                             | 近代化改修後 (オランダ)             | 近代化改修後 (インドネシア)                  |
| --------------------------------- | ---------------------------------- | ----------------------------------- | -------------------------------------------- |
| 機関                              | ボイラー×2缶                       | ボイラー×2缶                        | ディーゼルエンジン×2基 (計11,800～16,000shp) |
| 機関                              | 蒸気タービン×2基 (計30,000 shp)    |                                     | ディーゼルエンジン×2基 (計11,800～16,000shp) |
| 機関                              | スクリュープロペラ×2軸             |                                     |                                              |
| 速力                              | 28.5ノット (52.8 km/h)             | 28.5ノット (52.8 km/h)              | 24ノット (44 km/h)                           |
| 航続距離                          | 4,500 nmi (8,300 km)（12ノット時） | 4,500 nmi (8,300 km)（12ノット時）  | 4,500 nmi (8,300 km)（12ノット時）           |
| 兵装                              |                                    |                                     |                                              |
| 45口径11.4cm連装砲×1基            | 62口径76mm単装速射砲×1基           | 62口径76mm単装速射砲×1基            |                                              |
| シーキャット短SAM 4連装発射機×2基 | シーキャット短SAM 4連装発射機×2基  | ミストラル近SAM連装発射機SIMBAD×2基 |                                              |
| －                                | ハープーンSSM 4連装発射筒×2基      | ハープーンSSM 4連装発射筒×2基       |                                              |
| リンボー対潜迫撃砲×1基            | Mk.32 3連装短魚雷発射管×2基        | Mk.32 3連装短魚雷発射管×2基         |                                              |
| 艦載機                            | ウェストランド ワスプ×1機          | ウェストランド リンクス×1機         | MBB/ITPN NBO-105×1機                         |
| C4I                               | －                                 | SEWACO-II戦術情報処理装置           | SEWACO-V戦術情報処理装置                     |
| レーダー                          | LW-03 長距離対空捜索用             | LW-03 長距離対空捜索用              | LW-03 長距離対空捜索用                       |
| レーダー                          | DA-02 対空・対水上捜索用           | DA-05 対空・対水上捜索用            | DA-05 対空・対水上捜索用                     |
| レーダー                          | M44 短SAM射撃指揮用                | M44 短SAM射撃指揮用                 | LIOD Mk.2 砲射撃指揮用                       |
| レーダー                          | M45 砲射撃指揮用                   |                                     | LIOD Mk.2 砲射撃指揮用                       |
| ソナー                            | 177型 探信儀                       | CWE-610 探信儀                      | PHS-32 探信儀                                |
| ソナー                            | 170B型 目標捕捉用                  | CWE-610 探信儀                      | PHS-32 探信儀                                |
| ソナー                            | 162型 海底捜索用                   | PDE-700 可変深度式                  | PHS-32 探信儀                                |

## 同型艦
| オランダ海軍 | オランダ海軍                              | オランダ海軍        | オランダ海軍 | オランダ海軍 | インドネシア海軍 | インドネシア海軍 | インドネシア海軍                                                 |
| #            | 艦名                                      | 造船所              | 起工         | 就役         | 売却             | #                | 艦名                                                             |
| ------------ | ----------------------------------------- | ------------------- | ------------ | ------------ | ---------------- | ---------------- | ---------------------------------------------------------------- |
| F802         | ファン・スペイク HNLMS Van Speijk         | アムステルダム      | 1963年10月   | 1967年2月    | 1986年           | 352              | スラメット・リャディ KRI Slamet Riyadi                           |
| F803         | ファン・ハレン HNLMS Van Galen            | ロイヤル・ スヘルデ | 1963年7月    | 1967年3月    | 1987年           | 353              | ヨス・スダルソ KRI Yos Sudarso                                   |
| F804         | チェリク・ヒッデス HNLMS Tjerk Hiddes     | アムステルダム      | 1964年6月    | 1967年8月    | 1986年           | 351              | アフマド・ヤニ KRI Ahmad Yani                                    |
| F805         | ファン・ネス HNLMS Van Nes                | ロイヤル・ スヘルデ | 1965年7月    | 1967年8月    | 1986年           | 354              | オズワルド・シアハーン KRI Oswald Siahaan                        |
| F814         | イサーク・スウェールズ HNLMS Isaac Sweers | アムステルダム      | 1965年5月    | 1968年5月    | 1990年           | 356              | カレル・サトゥイ・トゥブン KRI Karel Satsuit Tubun               |
| F815         | エヴェルトセン HNLMS Evertsen             | ロイヤル・ スヘルデ | 1965年7月    | 1967年12月   | 1989年           | 355              | アブドゥル・ハリム・プルダナクスマ KRI Abdul Halim Perdanakusuma |